# Jean Joseph Vinache
Jean Joseph Vinache (* 1696 in Paris; † 1. Dezember 1754 ebenda) war ein französischer Bildhauer.

## Leben

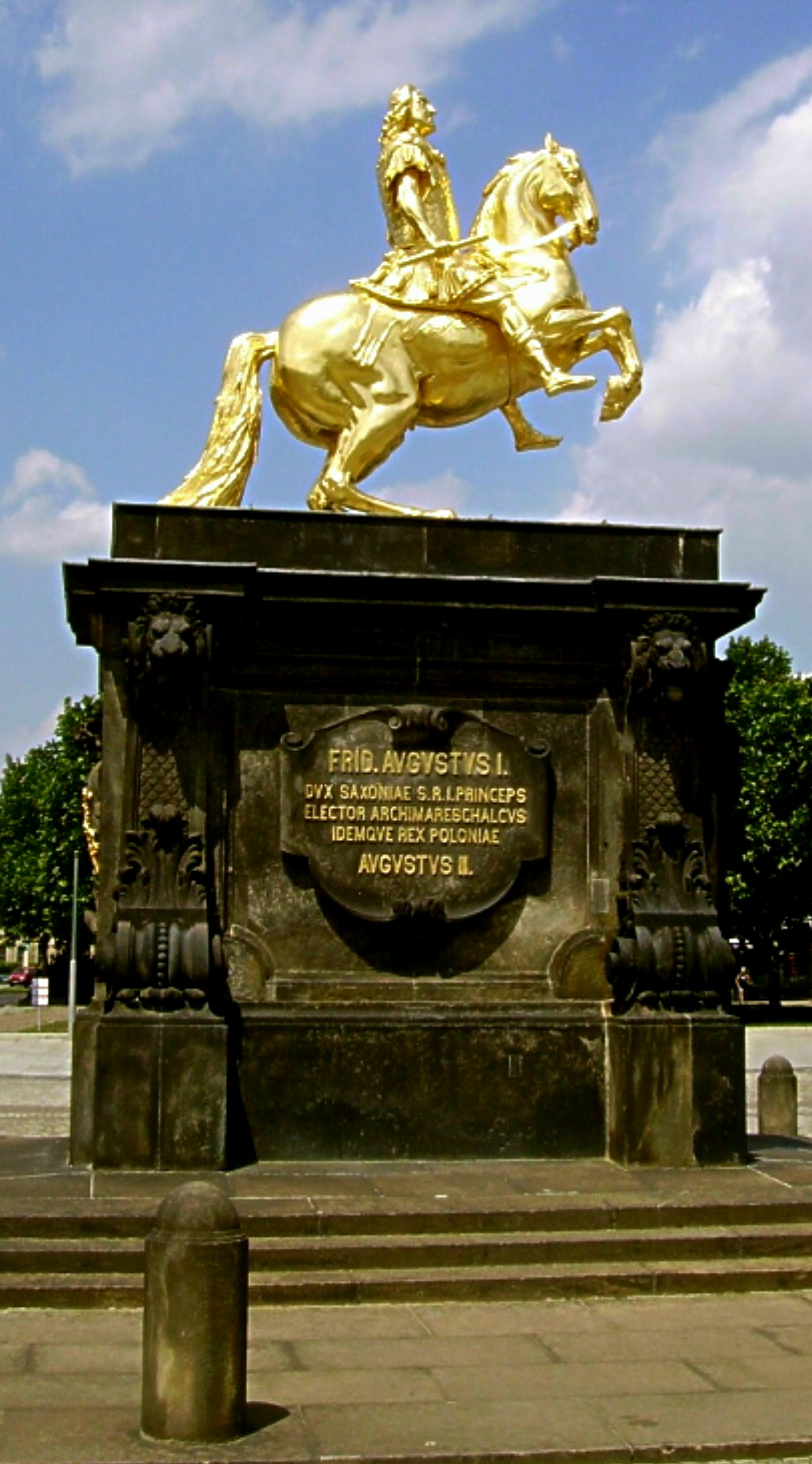
Der Goldene Reiter auf dem Neustädter Markt in Dresden

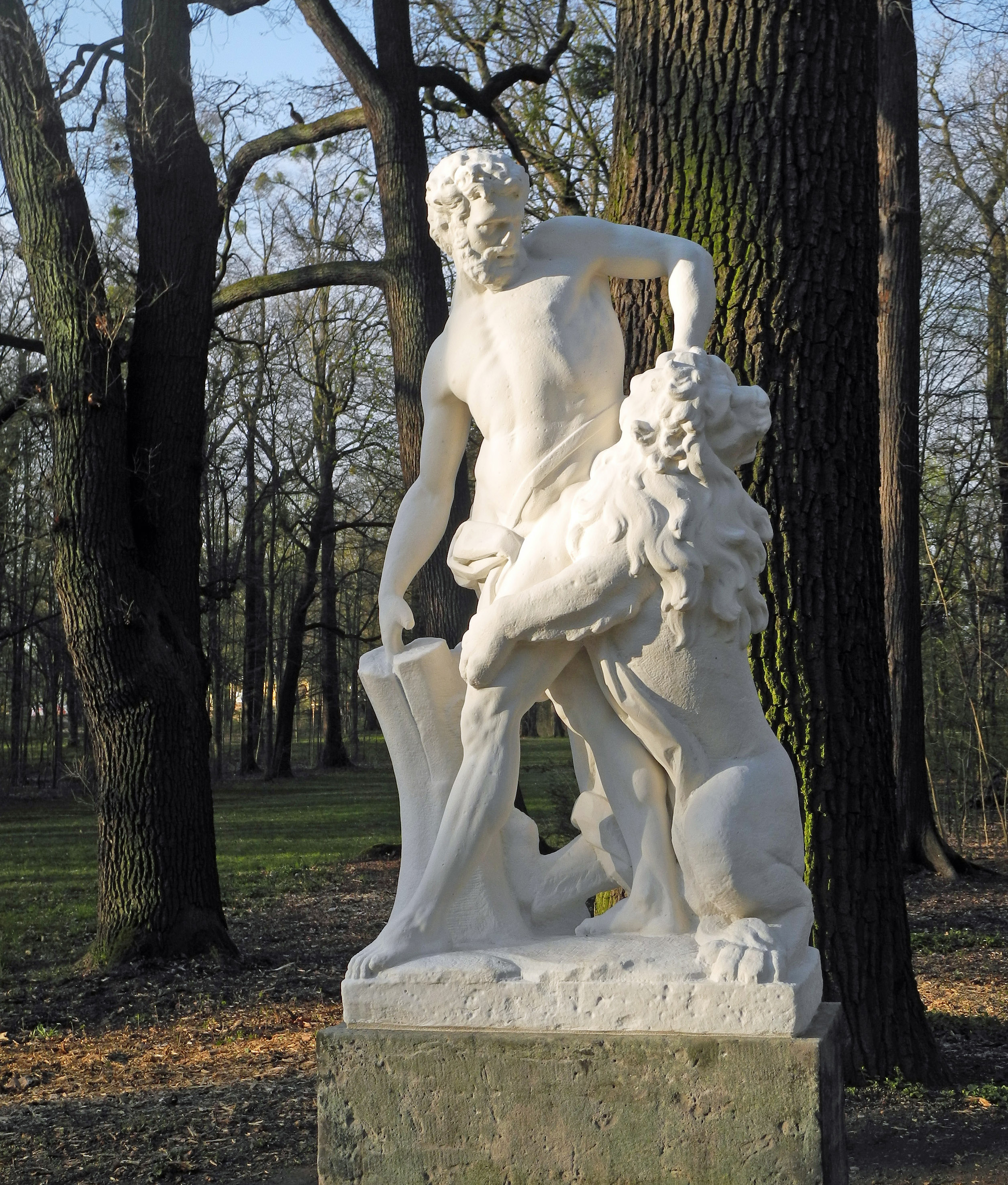
Milon von Croton im Großen Garten in Dresden (Kunstmarmorabguss)

Vinache studierte im Jahr 1708 an der Pariser Académie Royale de Peinture et de Sculpture bei dem bedeutenden französischen Bildhauer Antoine Coysevox. Durch seine Kunstagenten beorderte der Kurfürst Friedrich August I. von Sachsen und König August II. von Polen (August der Starke) im Jahr 1719 Jean-Joseph Vinache in die Residenzstadt Dresden zu holen. Er sollte den Traum des Königs, ein beispielloses Reiterstandbild, realisieren. Vinache gelang es, August den Starken auf einem aufsteigenden Pferd mit Regentenstab im Schuppenpanzer als römischen Legionär und Feldherrn darzustellen. Dieses um 1717 bis 1730 angefertigte Modell, zunächst aus Gips und später aus Bronze, vom Dresdner Kunst- und Kanonengießer Johann Gottfried Weinhold, befindet sich im Fundus der Staatlichen Dresdner Kunstsammlungen. Nach diesem Modell entstand der Goldene Reiter auf dem Dresdner Neustädter Markt, welcher am 26. November 1736 feierlich enthüllt und geweiht wurde.
Zwischenzeitlich hatte er sich an der bildhauerischen Ausschmückung des Palais im Großen Garten und dessen Park beteiligt. Auch vollendete er Werke des inzwischen verstorbenen Freundes François Coudray für den Park des Palais im Großen Garten. Das Dresdner Elbklima behagte Vinache immer weniger, so dass er um 1736 wieder nach Paris zurückkehrte. Dort wurde er Mitglied der Académie Royale de Peinture et de Sculpture und arbeitet um 1741 fortan in einem Atelier im Louvre. Hier entstand eine Vielzahl von Kunstwerken für Paris und Umgebung. Er schuf in Marmor die Figur Herkules, von Amor gefesselt für den Louvre, für die Pariser Kirche Saint-Paul-Saint-Louis die Marmorfigur Engel der Religion, die Ketzerei zerschmetternd. Ferner schuf er ein Bronzerelief Tod der heiligen Therese für die Schlosskapelle in Versailles sowie für den Park von Schloss Versailles die Marmorfigur Menars. Im Jahr 1754 starb er mit 58 Jahren in Paris.

## Familie
Vinache war der Sohn des französischen Bildhauers und Bronzegießers Joseph Vinache, der am 29. März 1685, im Alter von 33 Jahren, die 19-jährige Margueritte (geborene Émery) geheiratet hatte. Seite Mutter war die Tochter von François Émery und dessen Frau Françoise Houdon. Er selbst heiratete am 11. Juni 1740 Claude-Barbe (geborene Vitry), die Tochter des Tischlermeister Robert Vitry. Das Paar hatte mehrere Kinder darunter:
- Einen Sohn Joseph-Guillaume Vinache, der Designer wurde und am 20. Februar 1770 im Alter von 27 Jahren die 18-jährige Ursule-Margueritte (geborene Pichon) heiratete, eine Tochter von Claude Pichon.
- Eine Tochter Geneviève Marguerite, die am 11. September 1756 den Architekten François-Nicolas Lancret (1717–1789) heiratete.

## Werke (Auswahl)
- um 1720: Figurengruppe Milon von Kroton im Großen Garten, Dresden[2]
- 1730: Modell Standbild Augusts des Starken, Staatliche Kunstsammlungen Dresden
- 1733: Reiterstatuette Augusts des Starken im Grünen Gewölbe, Dresden